# Czyprki (Górowo Iławeckie)
Czyprki (deutsch Zipperken) ist ein Ort in der polnischen Woiwodschaft Ermland-Masuren und gehört zur Landgemeinde Górowo Iławeckie (Landsberg) im Powiat Bartoszycki (Kreis Bartenstein) – bis 1945 zum Kreis Preußisch Eylau in Ostpreußen.

## Geographische Lage
Czyprki liegt im Nordwesten der Woiwodschaft Ermland-Masuren, neun Kilometer südwestlich der heute auf russischem Gebiet gelegenen früheren Kreisstadt Preußisch Eylau (russisch Bagrationowsk) bzw. 18 Kilometer nordwestlich der jetzigen Kreismetropole Bartoszyce (deutsch Bartenstein).

## Geschichte
Der Gutsort Zipperken wurde 1537 als Tapperlauken erstmals urkundlich erwähnt und dann Taperlaucken, nach 1774 Taberlauken und vor 1785 bis etwa 1820 Tapperlaucken genannt. Im Jahre 1874 wurde der Gutsbezirk Zipperken in den neuen Amtsbezirk Worienen (polnisch Woryny) im ostpreußischen Kreis Preußisch Eylau, Regierungsbezirk Königsberg, aufgenommen. 48 Einwohner zählte Zipperken im Jahre 1910.
Am 30. September 1928 gab Zipperken seine Eigenständigkeit auf und schloss sich mit dem Gutsbezirk Worienen zur neuen Landgemeinde Worienen zusammen.
Im Jahre 1945 wurde in Kriegsfolge das gesamte südliche Ostpreußen an Polen abgetreten. Zipperken erhielt die polnische Namensform „Czyprki“ und ist heute eine Osada (= „Siedlung“) im Verbund der Gmina Górowo Iławeckie (Landgemeinde Landsberg) im Powiat Bartoszycki (Kreis Bartenstein), von 1975 bis 1998 der Woiwodschaft Olsztyn, seither der Woiwodschaft Ermland-Masuren zugeordnet.

## Religion
Bis 1945 war Zipperken in das Kirchspiel der evangelischen Kirche Eichhorn (polnisch Wiewiórki) in der Kirchenprovinz Ostpreußen der Kirche der Altpreußischen Union, ebenso in die römisch-katholische Pfarrei in Landsberg im Bistum Ermland eingegliedert. Auch heute gehört Czyprki zu dieser Pfarrei, die jetzt dem Erzbistum Ermland zugehörig ist.

## Verkehr
Durch Czyprki verläuft die polnische Woiwodschaftsstraße 511, die hier bis zur polnisch-russischen Staatsgrenze der Trasse der ehemaligen deutschen Reichsstraße 134 folgt und vor 1945 bis zur Kreisstadt Preußisch Eylau (Bagrationowsk) führte.
Eine Bahnanbindung besteht nicht.